# Dyscritomyia bryani
Dyscritomyia bryani är en tvåvingeart som beskrevs av James 1981. Dyscritomyia bryani ingår i släktet Dyscritomyia och familjen spyflugor. Inga underarter finns listade i Catalogue of Life.